# Пляхівська сільська рада
Пляхівська сільська рада — колишній орган місцевого самоврядування у Козятинському районі Вінницької області з адміністративним центром у с. Пляхова.

## Загальні відомості
Пляхівська сільська рада була утворена в 1921 році.

## Населені пункти
Сільській раді підпорядковані населені пункти:
- с. Пляхова

## Склад ради
Рада складається з 12 депутатів та голови.

### Керівний склад попередніх скликань
| ПІБ                          | Основні відомості                                                             | Дата обрання | Дата звільнення |
| ---------------------------- | ----------------------------------------------------------------------------- | ------------ | --------------- |
| Корнійчук Леонід Миколайович | Сільський голова, 1952 року народження, освіта незакінчена вища, безпартійний | 26.03.2006   | 31.10.2010      |
| Корнійчук Леонід Миколайович | Сільський голова, 1952 року народження, освіта незакінчена вища, безпартійний | 31.10.2010   |                 |

Примітка: таблиця складена за даними джерела